# Entomortierella lignicola
Entomortierella lignicola (G.W. Martin) Vandepol & Bonito – gatunek grzybów należący do typu Mucoromycota. Grzyb mikroskopijny żyjący w glebie.

## Systematyka
Pozycja w klasyfikacji według Index FungorumMortierella, Mortierellaceae, Mortierellales, Incertae sedis, Mortierellomycetes, Mortierellomycotina, Mucoromycota, Fungi.
Po raz pierwszy opisał go w 1937 r. George Hamilton Martin, nadając mu nazwę Haplosporangium lignicola. W 2020 r. Vandepol i Gregory Bonito przenieśli go do rodzaju Linnemannia. Synonimy:
- Haplosporangium lignicola G.W. Martin 1937
- Mortierella lignicola (G.W. Martin) W. Gams & R. Moreau 1960
- Mortierella sepedonioides Linnem. 1941[2].

## Charakterystyka
W Polsce do 2003 r. podano kilka stanowisk w glebie, na korzeniach grochu (jako Mortierella lignicola). Grzyby mikroskopijne wytwarzające kolczaste zarodnie i zygospory.
Grzyby glebowe, saprotrofy występujące na korzeniach i gnijącej materii organicznej. Często izolowano je także z wypluwek mrówek, gniazd termitów i wermikompostu.